# Mount Jensen
Mount Jensen ist ein über 1000 m hoher Berg im ostantarktischen Viktorialand. In der Gonville and Caius Range ragt er nördlich der First Facet auf.
Die vom britischen Geologen Thomas Griffith Taylor (1880–1963) geleitete Westgruppe bei der Terra-Nova-Expedition (1910–1913) unter der Leitung des britischen Polarforschers Robert Falcon Scott kartierte ihn. Taylor benannte den Berg nach dem mit ihm befreundeten Harald Ingemann Jensen (1879–1966), einem aus Dänemark stammenden australischen Lehrer.